# Arthur Patrianova
Arthur Malburg Patrianova (Itajaí, 22 de abril de 1993) é um handebolista profissional brasileiro, atualmente defende o [Sport Lisboa e Benfica]].
Ele participou da Seleção Brasileira que conquistou a medalha de ouro  nos Jogos Sul-Americanos de 2014, e do Campeonato Mundial de Handebol de 2015.

## Títulos

### Liga ASOBAL
- Vice: 2014

### Jogos da Olímpicos da Juventude
- 4º Lugar: 2010